# Компрессорный (Екатеринбург)
Компрессорный — жилой район (микрорайон) Екатеринбурга, расположенный на юго-востоке города, на удалении 13 км от его центра. Входит в Октябрьский район и представляет собой обособленный микрорайон, соединенный с центром города Сибирским трактом и его дублёром, а также Кольцовским трактом.

## История
Поселок возник в начале 30-х годов XX века при строительстве областного завода дорожного машиностроения «Дормаш», образованного в 1933 году (с 1946 года — Уральский Компрессорный Завод, сегодня — АО "Уральский компрессорный завод"). Завод выпускал снегоочистители, грейдеры, гудронаторы и другую технику. В начале Великой Отечественной войны на завод эвакуированы коллективы и оборудование Смоленского завода «Дормаш» и Воронежского завода им. Коминтерна. На базе этих предприятий в начале 1942 года организуется производство минометного вооружения.
В 1944 году заводу наряду с выпуском минометного вооружения поручено освоить производство аэродромных компрессорных станций АКС для заправки сжатым воздухом систем боевых самолетов. Начало серийного производства этих станций в 1945 году явилось исходной точкой последующей специализации завода. Завод по-прежнему оставляет за собой монопольные позиции по производству компрессорного оборудования для военно-промышленного комплекса страны.

## Экономика
Крупные промышленные предприятия:
АО «Уральский компрессорный завод», АО «НПП „Старт“ им. А. И. Яскина», Малоистокское ЛПУ МГ филиал ООО «Газпром трансгаз Екатеринбург», ФГКУ Комбинат «Новатор» Росрезерва.

## Транспортное сообщение

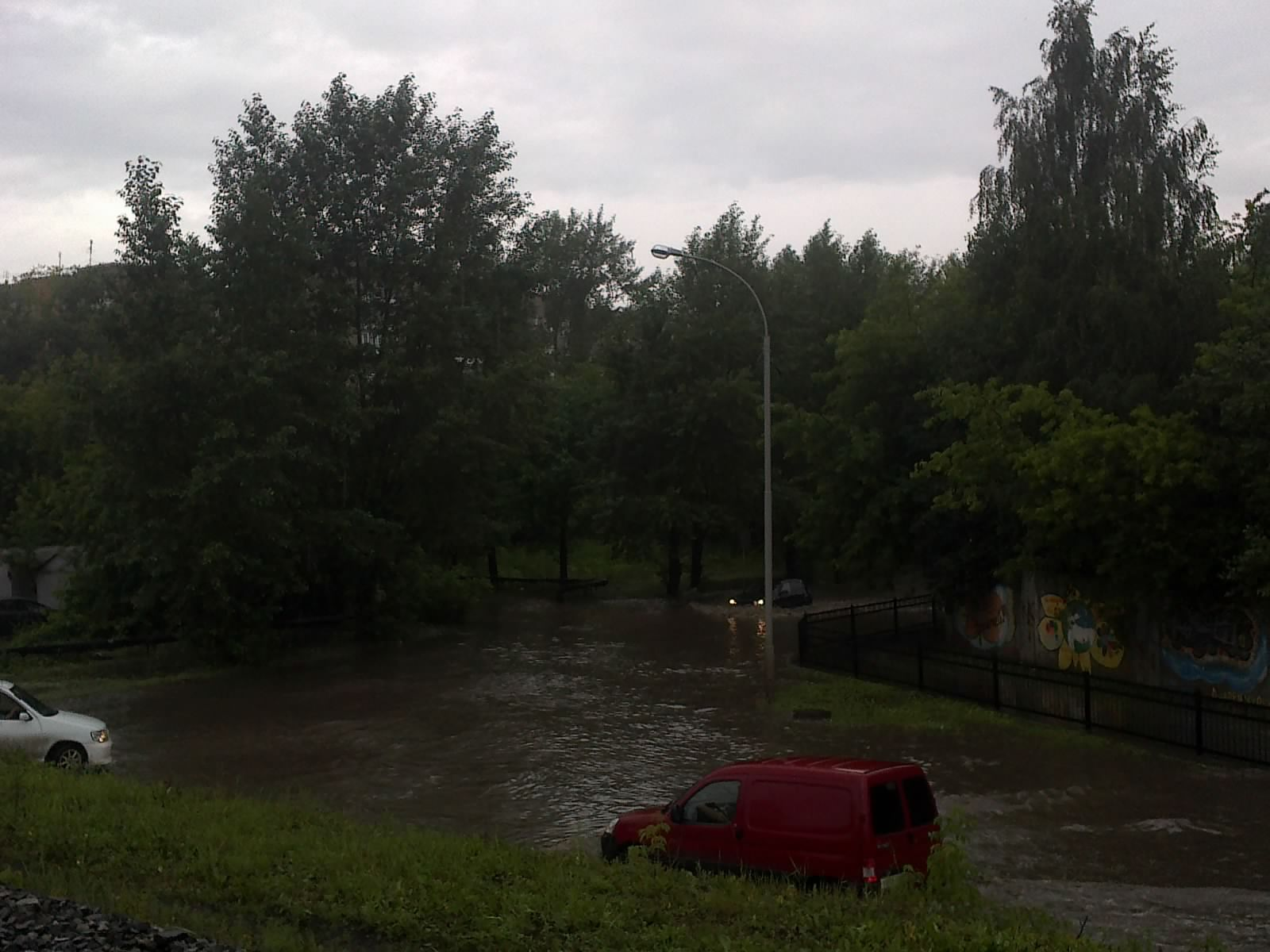
Вид со станции Компрессорный завод после дождя

С центром города и посёлком Мичуринский автобус № 24; с районом и аэропортом «Кольцово», а также с посёлком Исток — автобусный маршрут № 69. Также Компрессорный — один из немногих районов в городе, из которого можно добраться до Центра по железной дороге на электричке (остановки «Компрессорный завод», «Исток»).

## Образование
В микрорайоне имеются три общеобразовательные школы: № 53, № 71 и № 190 (закрыта); и одна музыкальная — № 9.

## Религия
На территории микрорайона силами православной общины построен храм во имя Святителя Луки Исповедника Архиепископа Симферопольского.

## Планы по строительству жилья
На территории микрорайона планируется/ведётся застройка многоквартирными жилыми домами:
1. ЖК «Хрустальные ключи» (Застройщик ЗАО «ЛСР.Недвижимость-Урал»). Планируется всего 13  многосекционных жилых домов переменной этажности (9-25 этажей). На данный момент сданы в эксплуатацию 6 из 13 домов (все по улице Латвийской, дома № 48, 54, 56, 58), в процессе строительства (по состоянию на октябрь 2024 г.) ещё 1 дом.
2. ЖК «Самоцветы» (Застройщик ЗАО «Тургаз»). Планируется всего 2 многосекционных жилых домов переменной этажности (8-18 этажей). Срок сдачи домов — 4 квартал 2017 г.

## Электронные ресурсы
- Петкевич Т. А. Компрессорный // Энциклопедия Екатеринбурга [Электрон. ресурс] : электронная энциклопедия. — Электрон. дан. и прогр. — Екатеринбург. : ИИиА УрО РАН, год не указан. — 1 электрон. опт. диск (CD-ROM)